# Astrodia tenuispina
Astrodia tenuispina är en ormstjärneart som först beskrevs av Addison Emery Verrill 1884.  Astrodia tenuispina ingår i släktet Astrodia och familjen ribbormstjärnor. Inga underarter finns listade i Catalogue of Life.